# Ljudmila Stefanovna Petruševská
Ljudmila Stefanovna Petruševská (rusky Людмила Стефановна Петрушевская; * 26. května 1938, Moskva, SSSR) je ruská spisovatelka, dramatička a scenáristka.

## Život a dílo

### Publikační činnost (výběr)[2]

#### České překlady
- Nezralé bobule angreštu, překlad: Erika Čapková, Příbram : Pistorius & Olšanská, 2020, ISBN 978-80-7579-082-8. Povídky: 	Holčička z hotelu Metropol (Маленькая девочка из "Метрополя"), Nepotřebná, Sněženka, Nezralé bobule angreštu
- Čas noc [orig. ‚Время ночь‘], přel. Erika Čapková (Příbram: Pistorius & Olšanská, 2019). ISBN 978-80-7579-040-8.
- Temná komora (orig. 'Temnaja komnata'). 1. vyd. Praha: Dilia, 1994. 50 S. Překlad: Jana Klusáková
- Syrová kýta. 1. vyd. Praha: Dilia, 1991. 103 S. Překlad: Cyril Polách
- Hodiny hudby (orig. 'Uroki muzyki'). 1. vyd. Praha: Dilia, 1988. 194 S. Překlad: Emilie Šranková
- To jsou věci! : komedie o dvou dějstvích a osmi obrazech (orig. 'Tri děvočky v golubom'). 1. vyd. Praha : Dilia, 1985. 143 S. Překlad: Emilie Šranková

#### Slovenské překlady
- V dome niekto je. 1. vyd. Bratislava: Artforum, 2011. 220 S. Překlad: Valerij Kupka a Ivana Kupková